# Désiré-Raoul Rochette
Desiré-Raoul Rochette (Saint-Amand, 6 marzo 1790 – Parigi, 3 luglio 1854) è stato un archeologo e numismatico francese.

## Biografia
Nacque nel dipartimento di Cher, e ricevette la sua educazione a Bourges. Nel 1810, ottenne la cattedra di grammatica al Lycée Louis-le-Grand.  Divenne professore di storia al College de Louis-le-Grand a Parigi in 1813 e alla Sorbonne nel 1817. Il suo lavoro più importante in questo periodo è stato Histoire critique de l'établissement des colonies grecques (4 voll., 1813), che ricevette un premio dall'Institut de France.
Fu sovrintendente delle antichità alla Bibliotheque de Paris dal 1819 al 1848, a professore di archeologia alla Bibliotheque dal 1826, per il quale scrisse il suo Cours d'archeologie (1828). Nel 1829 pubblicò il suo Monuments inédits, con Peintures inédites che seguirono nel 1836 e le Peintures de Pompéi in 1844. Collaborò con gli Annali of the Roman Institute, il Journal des savants e l'Académie des Inscriptions et Belles-Lettres.
Alla sua morte Rochette era il segretario perpetuo della Académie des beaux-arts e membro corrispondente della maggior parte delle società scientifiche in Europa.

## Opere

Lettres sur la Suisse, 1829

Genève, 1816. Tavola tratta da Lettres sur la Suisse.

- Histoire de la révolution helvétique de 1797 à 1803, 1823
- Lettres sur la Suisse, vol. 1, Andrea Alliana, 1829.
- Lettres sur la Suisse, vol. 2, Andrea Alliana, 1829.
- Lettres sur la Suisse, vol. 3, Andrea Alliana, 1829.
- Lettres sur la Suisse, vol. 4, Andrea Alliana, 1829.
- Lettres sur la Suisse, vol. 5, Andrea Alliana, 1829.
- Lettres sur la Suisse, vol. 6, Andrea Alliana, 1829.
- Lettres sur la Suisse écrites en 1824 et 1825, 1826
- Pompéi, choix d'édifices inédits, 2 vol., 1828-1842
- Monuments inédits d'antiquité figurée, 1828
- Peintures antiques inédites, précédées de Recherches sur l'emploi de la peinture dans la décoration des édifices sacrés et publics, chez les Grecs et chez les Romains faisant suite aux Monuments inédits, 1836
- Peintures antiques inédites, 1836
- Cours d'archéologie, publié d'après ses leçons par la sténographie, 1828-1835
- Tableau des catacombes de Rome, où l'on donne la description de ces cimetières sacrés, avec l'indication des principaux monumens d'antiquité chrétienne, en peinture et en sculpture, et celle des autres objets qu'on en a retirés, 1837
- Lettres archéologiques sur la peinture des Grecs, 1840
- Mémoires de numismatique et d'antiquité, 1840
- Choix de peintures de Pompéi, la plupart de sujet historique, avec l'explication archéologique de chaque peinture et une introduction sur l'histoire de la peinture chez les Grecs et chez les Romains, 1844-1851
- Questions de l'histoire de l'art, discutées à l'occasion d'une inscription grecque gravée sur une lame de plomb et trouvée dans l'intérieur d'une statue antique de bronze, 1846